# Кімекомі
Ляльки Кімекомі (яп. 木目込人形) – це різновид дерев’яної ляльки Японії. 

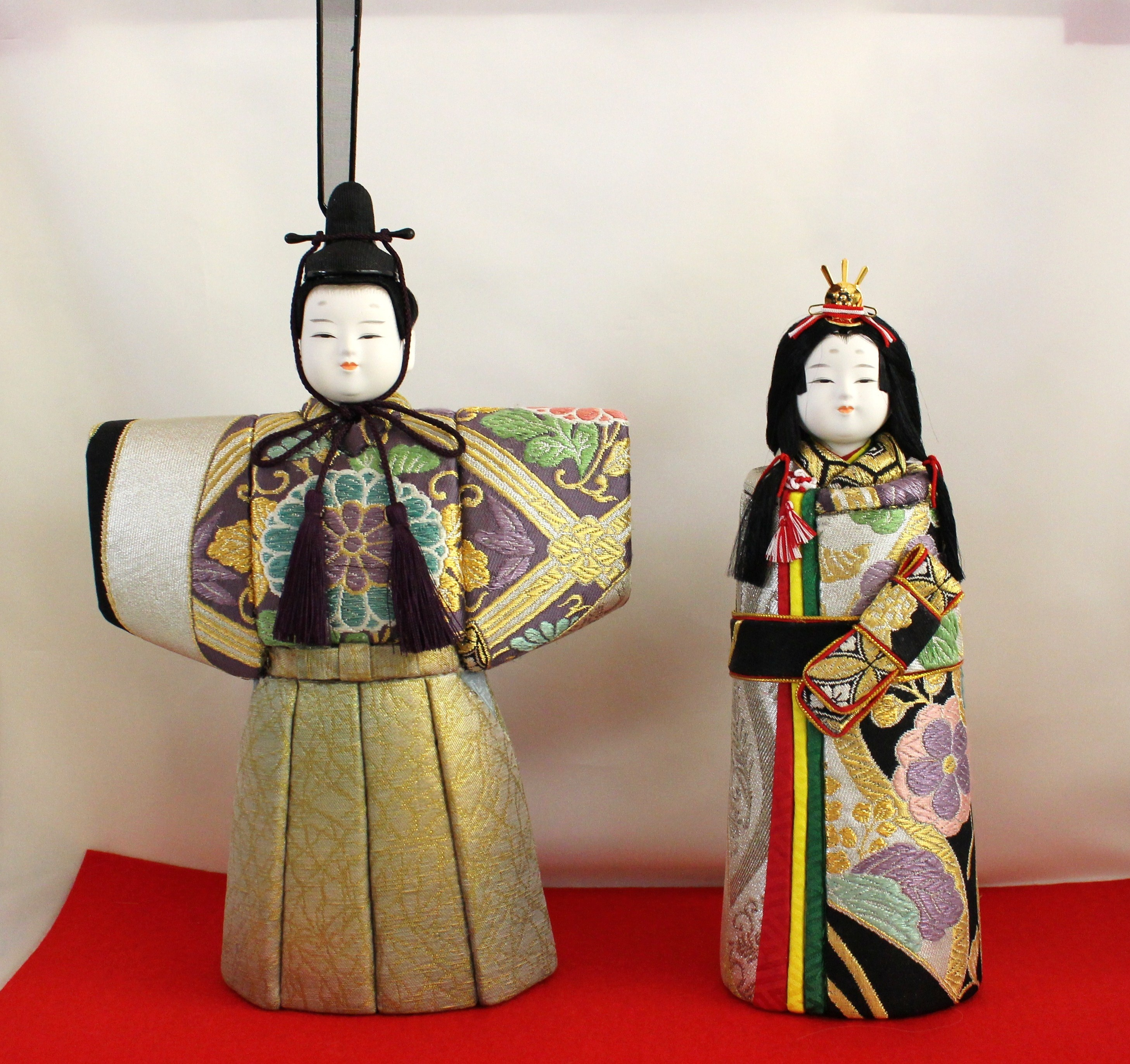
Кімекомі Тачібіна. Ляльки імператора та імператриці у положенні стоячи називаються тачібінами.

## Історія Кімекомі-нінге
Предками ляльок Кімекомі є ляльки янги нінге (ляльки верби): або Камо нінге (ляльки Камо). Це були  маленькі ляльки, вирізані з верби і прикрашені клаптями тканини. Першу ляльку Кімекомі зробив Тадасіге Такахасі, який служив у 1736-1741рр при храмі Камігомо в Кіото в Період Едо. Храм стояв на річці Камо. У перервах між роботою Такахаші розважався створенням ляльок із обрізків верби, які залишалися після прикраси храму. Фігурки він вирізав, а щоб одягнути ляльок, Такахаші робив по контуру частин тіла не глибокі канавки-борозна. А потім «одягав» ляльок шматочками тканини, всовуючи в борозенки їхнього краю. Шматочки для одягу своїх ляльок Такахаші брав із старих кімоно служителів храму. Фігурки ляльок були невеликого розміру, до 10 см. Такахаші  створював ляльок на тему «Божества удачі».   У ті часи фігурки божеств із храму на березі Камо були дуже популярні. Згодом  цей вид ляльок отримав назву кімекомі-нінге, тому що японською "дія по вкладанню чогось у щось", називається кімекомі. 
Такахаші залишив храм і почав займатися виготовленням кімекомі-нінге. Нащадки Такахаші продовжили його справу.  З'явилася кукла Дайхатиро  під назвою Дайхаті. Після Другої світової війни, з'явилися лялькі Дарума. Одна з них, під назвою Кімекомі Хіна (Принцеса),  стала дуже популярною, бо була символом удачі, надії та оптимізму.  Пізніше почали продаватися набори з формами для самостійного створення ляльок Кімекомі.

## Техніка вироблення
Людям, які хочуть навчитися робити кімекомі-нінге, потрібна спеціальна підготовка, тому що для цього необхідні великі навички. Тулуб і голова кімекомі виготовляються окремо, та потім з'єднуються разом. Спочатку роблять тулуб ляльки. Його робили раніше із спеціальної маси (тосо) чи м'якого дерева. Нині використовувати можуть пінопласт.

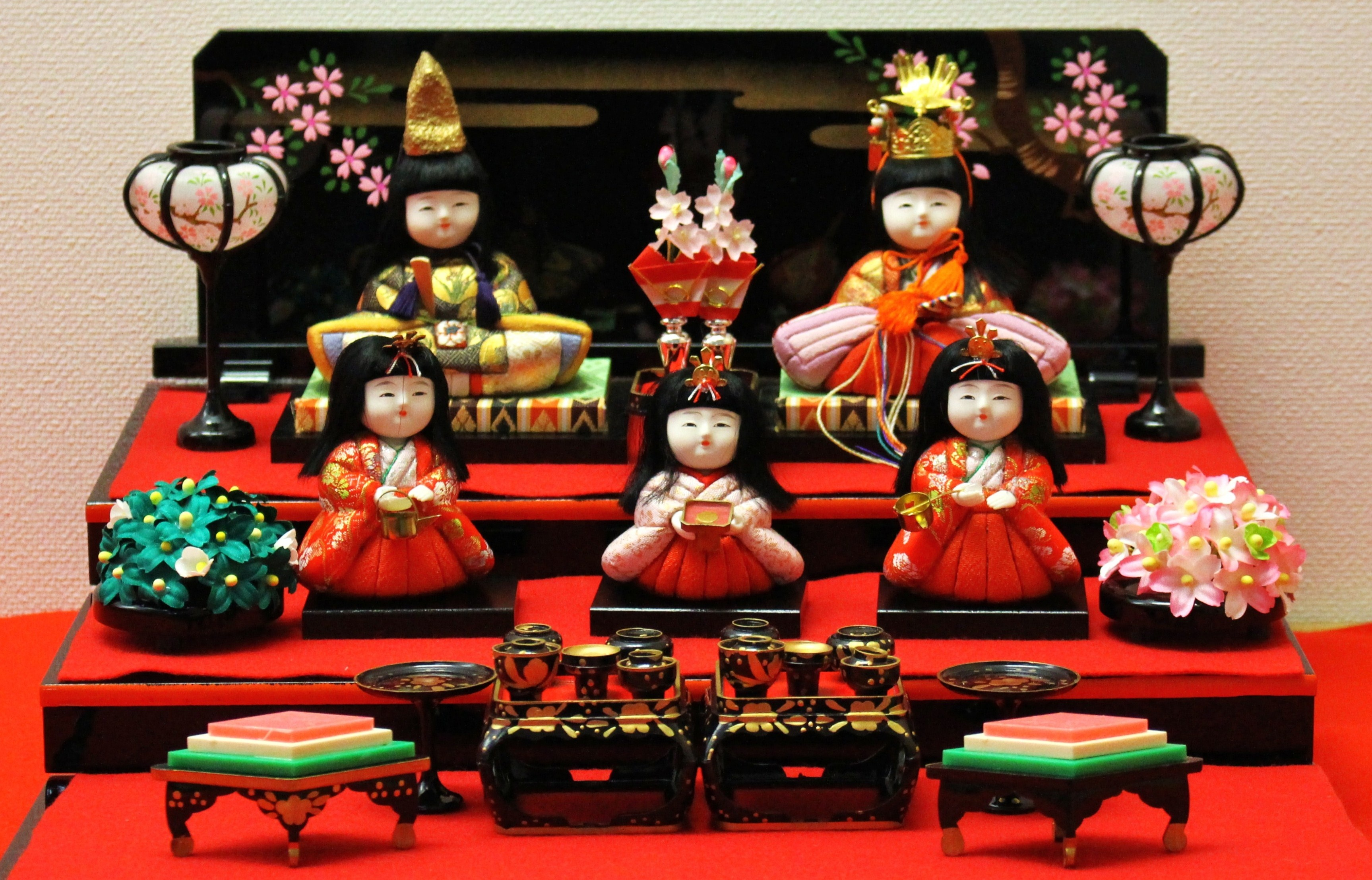
Кімекомі-нінге

Якщо лялька робиться з тосо або дерева, то після нанесення канавок для закріплення одягу корпус покривається п'ятьма і більше шарами лаку. Потім готують шматочки тканини і по черзі прикріплюють їх на тулуб, шляхом заправлення країв точно в пази. Сучасні ляльки Кімекомі  одягнені або в шовкові тканини, або в синтетичні матеріали аналогічної якості.
Голови та  не покриті тканиною частини кінцівок покриваються  гофуном поверх пап’є-маше (папір наклеюють на каркас з бамбука, дерева, глини тощо).  Потім обличчя малюється фарбами. Волосся  або виліплені на голові під час її створення, або це окрема перука. Перуки зазвичай виготовляються із тонких шовкових ниток. Коли голова закінчена, її прикріплюють до тіла. Є відмінність у виготовленні голови у різні історичні періоди Японії. Так кимекомі-нінге, вироблена в Кіото Періоду Едо, має кругліше обличчя, а вироблені в Токіо, зазвичай, характеризуються  вузькими обличчями і чіткіше окресленими очима і носами.

## Сучасність
Сьогодні Кімекомі-нінге стало дуже популярним ремеслом, і можна придбати комплекти з готовими головами. Цей метод також використовується деякими авангардними майстрами японських ляльок, які зараз адаптують старі матеріали до нових уявлень. Більш 30 років тому в Японії з'явилася Кінусайга - техніка створення картин, яка використовує Кімекомі.
У лютому 1978 року міністром міжнародної торгівлі та промисловості створення Кімекомі-нінге було визначено національним традиційним ремеслом.  У лютому 2007 року Кімекомі-нінге було зареєстровано як регіональний колективний товарний знак у Патентному відомстві Японії. Правовласником цього бренду є Tokyo Hina Doll Industry Cooperative та Iwatsuki Doll Cooperative.

## Дивись також
Кінусайга - картини в техниці Кімекомі